# Sinagoghe di Venezia
Le sinagoghe di Venezia sono i luoghi di culto ebraici situati nel ghetto di Venezia.
Il quartiere ebraico della grande Venezia, il ghetto, tra il 1516 e il 1797 ha ospitato diverse comunità ebraiche provenienti da vari luoghi dell'Europa e del Mediterraneo. Nel ghetto si stabilirono comunità di rito ashkenazita, Italiano e sefardita, a loro volta divise a seconda della provenienza: c'erano, quindi, ebrei dell'Europa nord-orientale, della Francia del sud, dell'Italia meridionale, della Turchia e delle isole greche (Natione Levantina) e della Spagna e Portogallo (Natione Ponentina). Ognuna di queste cinque comunità allestì un proprio luogo di culto per mantenere le proprie abitudini rituali immutate. 
All'esterno le sinagoghe si presentano poco appariscenti; alcuni finestroni o scritte in ebraico fanno comprendere che si tratta di un luogo di culto. Questo perché agli ebrei all'epoca del ghetto non era consentito costruire nuovi edifici: vennero dunque adibiti a sinagoga luoghi interni a palazzi preesistenti l'istituzione nel 1516 del quartiere ebraico. Gli interni invece sono spesso molto ricchi e decorati e per questo alcune sinagoghe di Venezia sono considerate tra le più belle d'Europa.
Alcune delle cinque sinagoghe sono visitabili grazie alle visite guidate del Museo Ebraico di Venezia. Le sinagoghe aperte regolarmente al rito sono alternativamente le due sefardite: nel periodo freddo è attiva la Levantina e in quello caldo la Spagnola.

## Scola Grande Tedesca

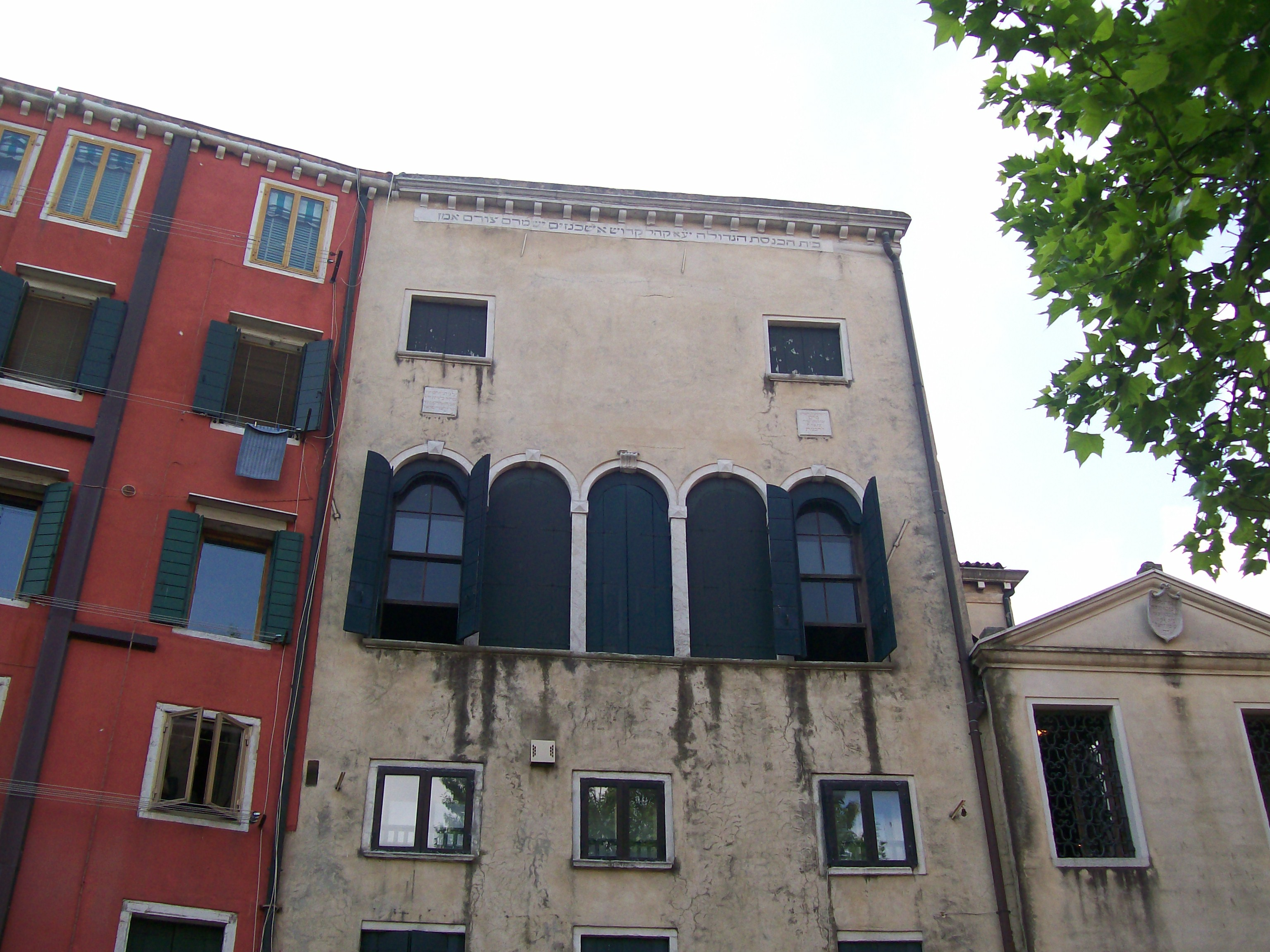
Esterno della scola tedesca

Tempio di rito ashkenazita, l'allestimento della Scuola Grande Tedesca è iniziato nel 1527-28. Venne poi interamente ristrutturata in stile tardo-barocco nel '700. La scola presenta una forma trapezoidale che la rende singolare rispetto alle altre sinagoghe di forma rettangolare. La bimah e l'Aron Ha-Kodesh sono in posizione opposta; la bimah era originariamente posta al centro della stanza, ma venne spostata ai primi dell'800 per problemi statici; lo spostamento della bimah ha comportato la chiusura dall'interno di tre delle 5 finestre che risultano ancora tutte visibili dall'esterno. Il matroneo ellittico si inserisce perfettamente nella pianta irregolare della sinagoga. La Scola è all'ultimo piano in un palazzo del Campo Ghetto Novo, in posizione opposta alla Casa di Riposo Israelitica è distinguibile per le cinque finestre e due scritta in ebraico sopra queste ultime.
La Scuola Grande Tedesca è visitabile grazie alle visite guidate del Museo Ebraico di Venezia.

## Scola Canton

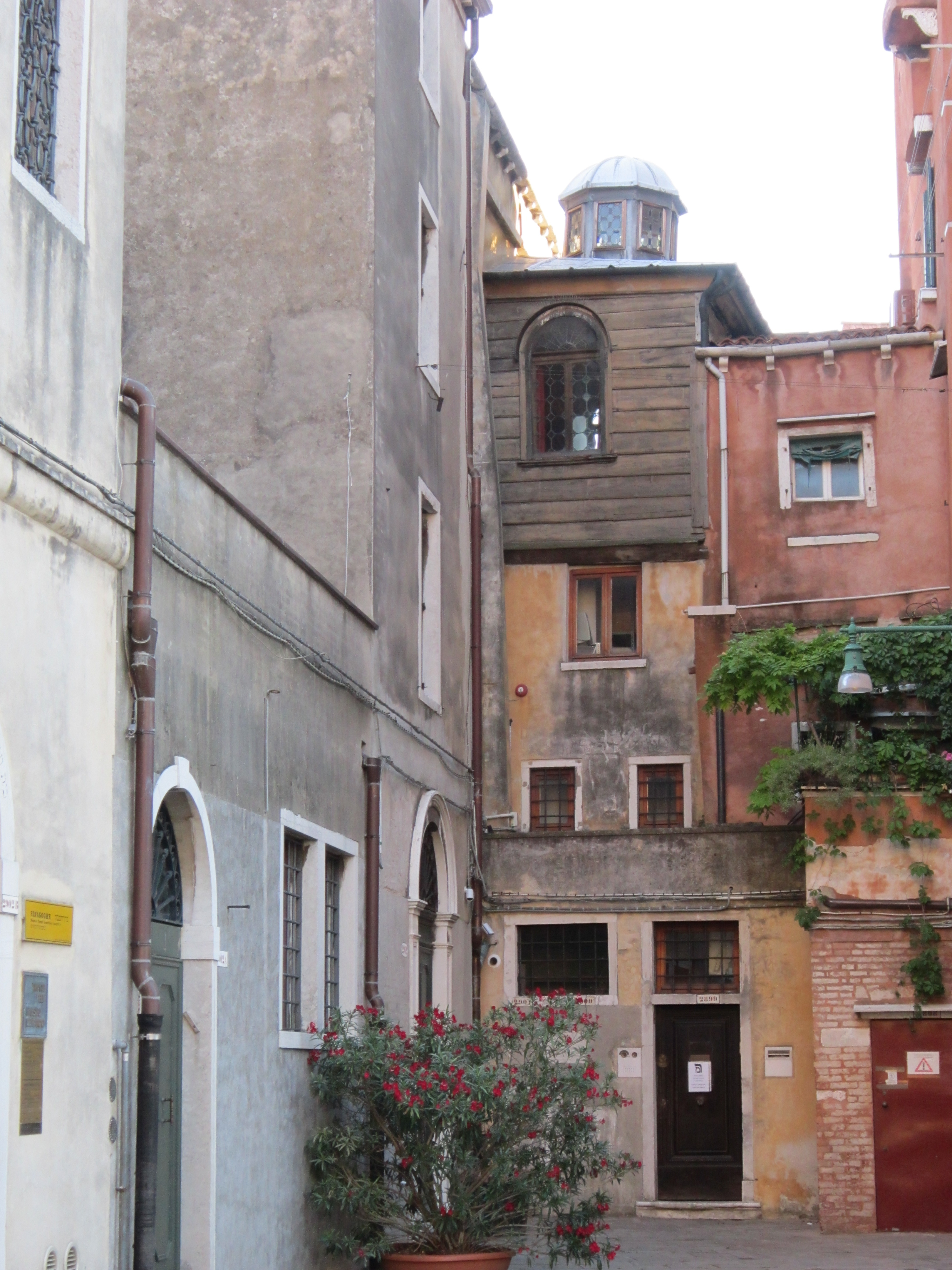
L'edificio della Scuola Canton visto dal Campo del Ghetto Novo. Al centro si vede la porzione della sinagoga che ospita la Bimah. Il lucernaio cupolato illumina il pulpito dall'alto

Fondata tra il 1531 e il 1532, la Scuola Canton è anch'essa una sinagoga di rito Ashkenazita collocata in Campo Ghetto Nuovo nell'edificio d'angolo del campo. Dall'esterno è riconoscibile per la cupoletta in legno della bimah e, dal versante del canale, per un'iscrizione in ebraico. Questa è stata la prima scola di Venezia ad avere Aron Ha-Kodesh e bimah in posizione opposta. I banconi per i fedeli sono posizionati lungo i lati lunghi della stanza. Il matroneo è posto sopra l'entrata lungo un solo lato della sinagoga. Lo stile barocco, con aspetti del rococò, così come probabilmente la collocazione del matroneo, deriva da interventi di restauro settecenteschi. La Scola Canton è considerata unica in Europa per otto pannelli con bassorilievi lignei che raffigurano eventi biblici: la città di Gerico, il passaggio del Mar Rosso, l'altare dei sacrifici, la manna, l'Arca sulle rive del Giordano, Korak, il dono della Torah e Mosè mentre fa fuoriuscire l'acqua dalla roccia. Il nome Canton ha due possibili origini: la famiglia Canton, che ha fortemente voluto il tempio; o il luogo in cui esso è stato allestito: un angolo, chiamato "cantón" in dialetto veneziano.
La Scola Canton è visitabile grazie alle visite guidate del Museo Ebraico di Venezia.

## Scola Italiana

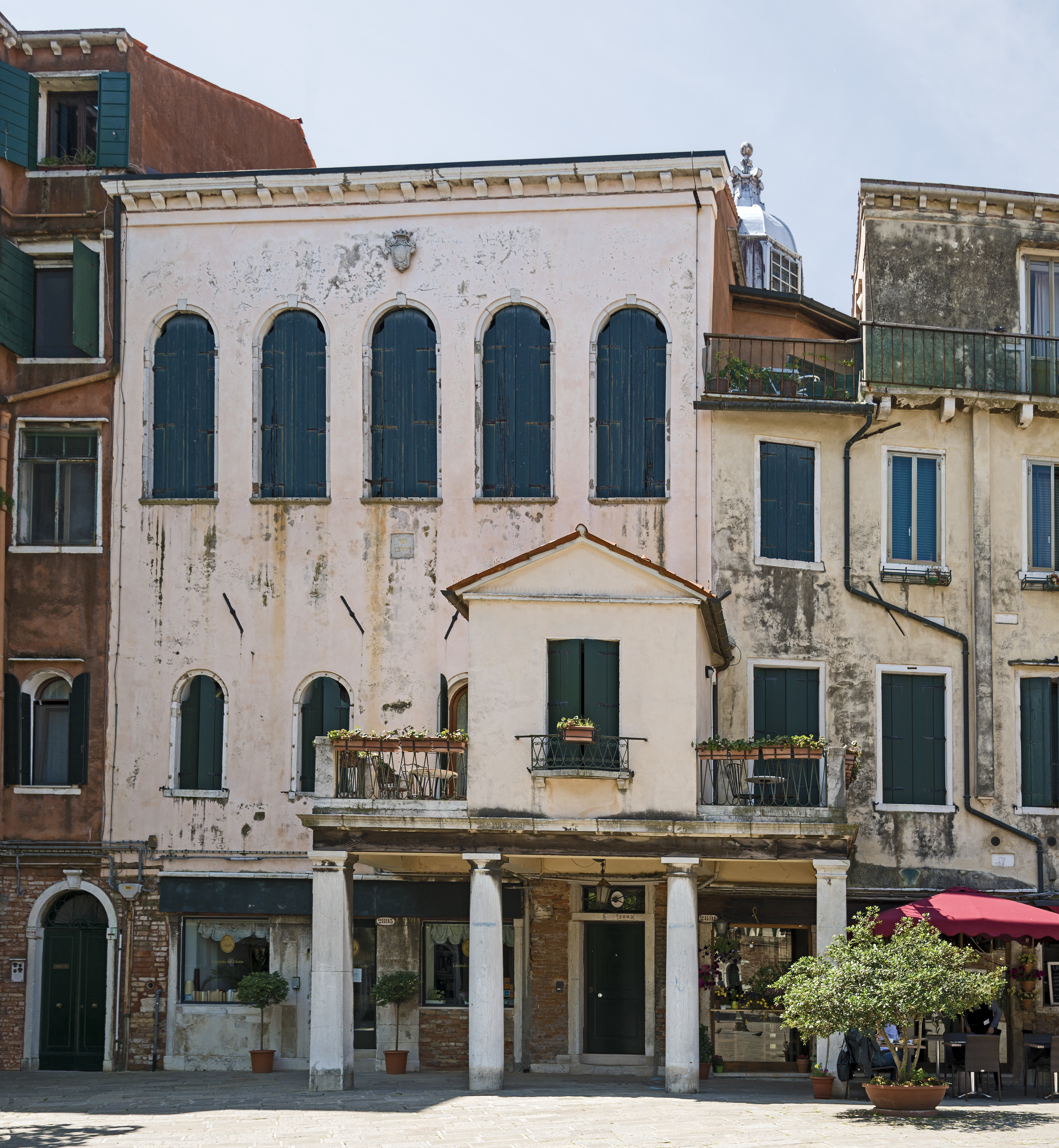
Facciata della Scola italiana

La Scola Italiana fu allestita nel 1575 dalla comunità di origine italiana, la più povera del ghetto, ed è situata anch'essa nel Campo Ghetto Novo un poco più a destra rispetto alla scola Canton. Di tutte le sinagoghe del ghetto è quella più semplice. La pianta della scola è rettangolare, quasi quadrangolare, con impianto bifocale (Aron e Bimah sono in posizione opposta). Quest'ultima si presenta in posizione molto più elevata rispetto al resto della stanza. I banconi sono addossati alla parete. Il matroneo è posizionato sopra l'entrata in uno dei due lati lunghi e risale al '700 così come l'intero impianto decorativo della sinagoga. La scola italiana è stata molto importante perché ospitava le prediche del famoso rabbino Leone Modena.
Particolarità: l'entrata della sinagoga è in comune con quella di alcune case private poste sotto la scola.

## Scola Levantina

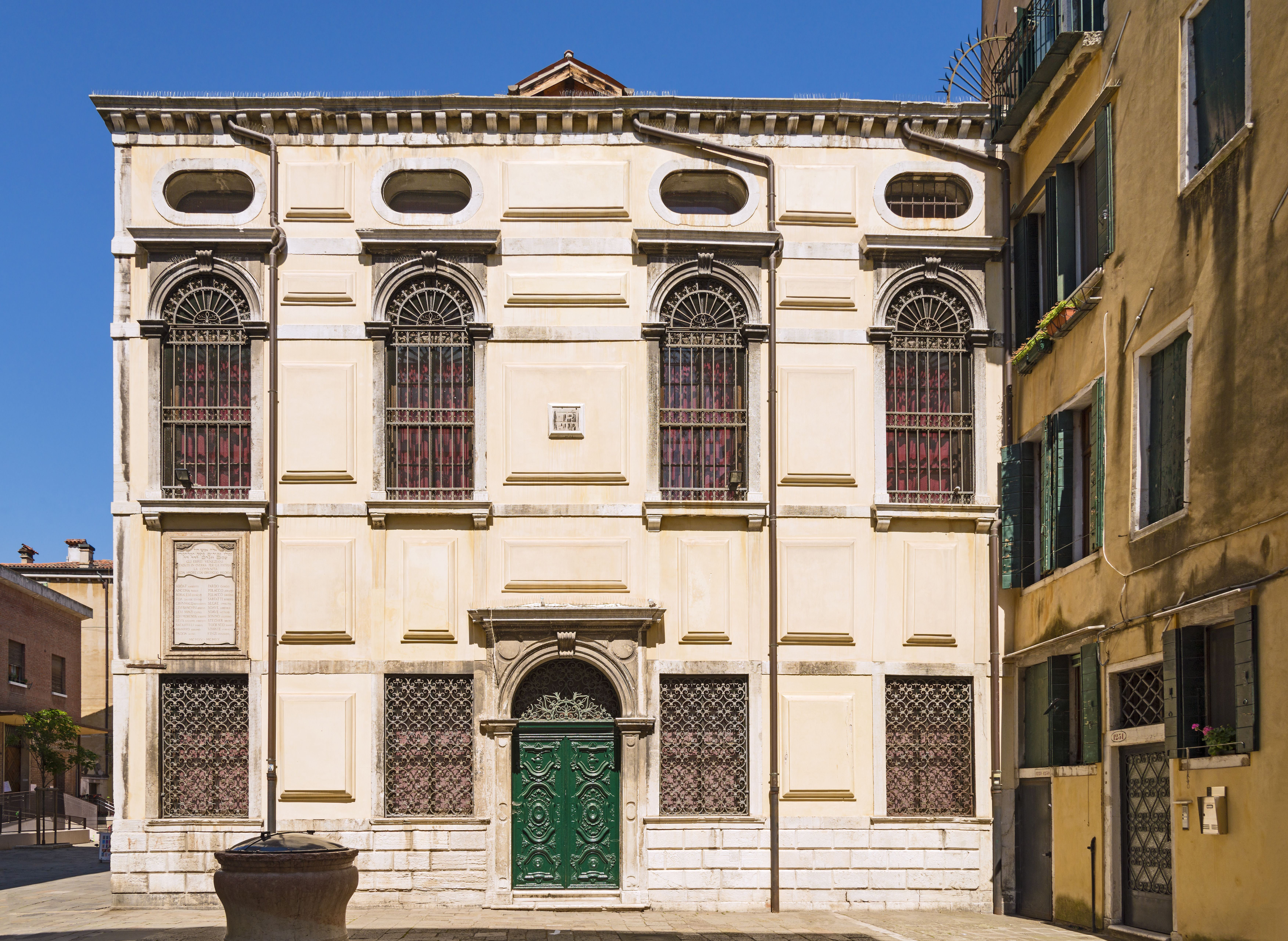
Schola levantina la facciata Campiello delle scole

La Scola Levantina fu allestita probabilmente attorno al 1541. Si affaccia sul campiello delle scole nel Ghetto Vecchio è la prima sinagoga sefardita di Venezia. La pianta è rettangolare con l'Aron e la bimah posti in posizione bifocale. Il restauro barocco di questa sinagoga è particolarmente importante poiché venne curato con buona probabilità dalla scuola di Baldassare Longhena, mentre la bimah venne intarsiata da Andrea Brustolon. Il matroneo, sempre in posizione elevata, percorre uno dei lati lunghi. All'esterno si può notare una sporgenza che corrisponde alla bimah e alcune finestre che permettono l'illuminazione. 
Questa sinagoga è ancora attiva per il rito nei mesi freddi. Nei mesi in cui non è attiva per il culto è visitabile grazie alle visite guidate del Museo Ebraico di Venezia.

## Scola Ponentina o Spagnola

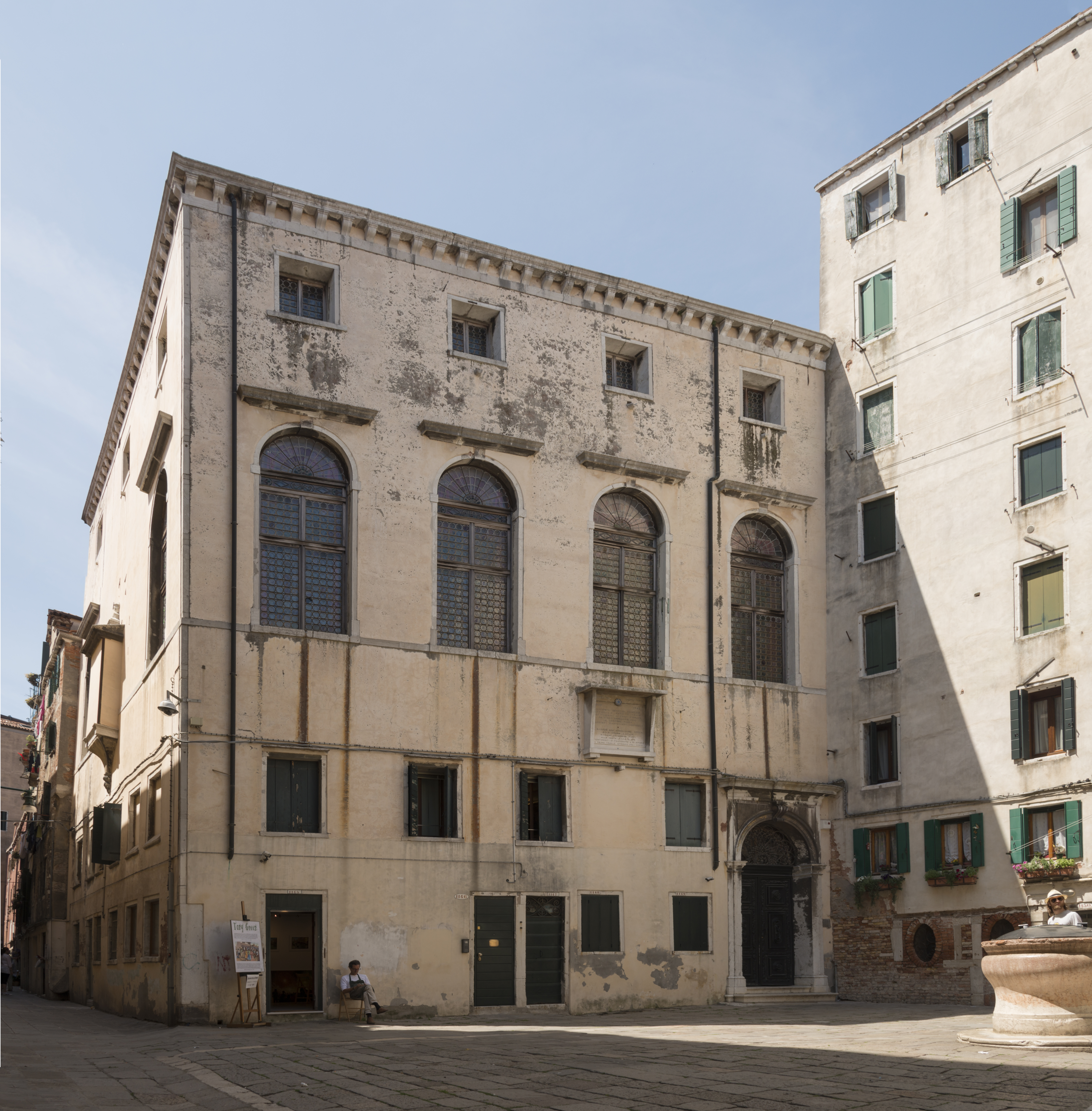
Esterno della scola spagnola

La Scola Ponentina o Spagnola è stata fondata nel 1581 dalla comunità sefardita di origine spagnola e portoghese, espulsa dalla Spagna nel 1492. È la più grande delle sinagoghe veneziane. Situata nel campiello delle scole di fronte alla Scola levantina è riconoscibile per le finestre con vetri colorati e un grande portone in legno. Scola ad impianto bifocale è sovrastata da un matroneo ellittico che percorre tutta la sala. Molto probabilmente il restauro barocco venne seguito, come nel caso della Scuola Levantina, dalla bottega di Baldassare Longhena.  Il soffitto è riccamente lavorato mentre il pavimento è composto da formelle bianche e grigie. L'interno è arricchito da tre grandi lampadari posti nel centro della sala. Ricostruita nel '600 e restaurata nell'800 è ancora utilizzata per il culto nel periodo primaverile ed estivo. Nei mesi in cui non è attiva per il culto è visitabile grazie alle visite guidate del Museo Ebraico di Venezia.